# Bebinca
Bebinca, også kendt som bibik, er en traditionel dessert fra Goa. Ingredienserne er mel, sukker, ghee (klaret smør) og kokosmælk. Retten indgår nærmest som obligatorisk ved store fejringer som efter fødsler, til bryllup, jul og påske. Den bages i en særskilt lerovn med kul placeres over den som varmekilde. Den skal bages lagvis, og har traditionelt 16 lag.